# Sofia Johansdotter Gyllenhielm
Sofia Gyllenhielm (1559 – giugno 1583) è stata una nobile svedese.

## Biografia
Era figlia del re Giovanni III di Svezia e della sua amante Karin Hansdotter.
Trascorse la fanciullezza con la madre in Finlandia e divenne dama di compagnia della principessa Elisabetta Vasa nel 1576.
In quello stesso anno venne fidanzata dal padre ad uno dei suoi favoriti, il barone francese Pontus De la Gardie, come ricompensa per essere stato al servizio della corona.
Nel 1577 Sofia e i suoi fratelli ricevettero titolo nobiliare e acquisirono il cognome Gyllehielm.
Sposò a Vadstena il 14 gennaio 1580 il suo promesso sposo.
Nel 1580 raggiunse il marito presso il suo comando svedese in Estonia.
Diede al marito tre figli:
- Brita De la Gardie (1581-1645)
- Johan De la Gardie (1582-1642), fu un politico dell'Impero svedese
- Jacob De la Gardie (1583-1652), Conte e feldmaresciallo.

Morì di parto nel 1583 dando alla luce l'ultimo figlio.

## Ascendenza
|                                |   |                               | Genitori                          |  |  | Nonni |  |  | Bisnonni            |  |  | Trisnonni                |  |
|                                |   |                               |                                   |  |  |       |  |  | Erik Johansson Vasa |  |  | Johan Kristiernsson Vasa |  |
|                                |   |                               |                                   |  |  |       |  |  | Erik Johansson Vasa |  |  | Johan Kristiernsson Vasa |  |
|                                |   | Birgitta Gustavsdotter Sture  |                                   |  |  |       |  |  | Erik Johansson Vasa |  |  |                          |  |
| Gustavo I di Svezia            |   |                               |                                   |  |  |       |  |  | Erik Johansson Vasa |  |  |                          |  |
|                                |   | Cecilia Månsdotter Eka        | Måns Karlsson Eka                 |  |  |       |  |  |                     |  |  |                          |  |
|                                |   | Cecilia Månsdotter Eka        | Måns Karlsson Eka                 |  |  |       |  |  |                     |  |  |                          |  |
|                                |   | Cecilia Månsdotter Eka        | Sigrid Eskilsdotter Banér         |  |  |       |  |  |                     |  |  |                          |  |
| Giovanni III di Svezia         |   | Cecilia Månsdotter Eka        |                                   |  |  |       |  |  |                     |  |  |                          |  |
|                                |   | Erik Abrahamsson Leijonhufvud | Abraham Kristiernsson Leijonhuvud |  |  |       |  |  |                     |  |  |                          |  |
|                                |   | Erik Abrahamsson Leijonhufvud | Abraham Kristiernsson Leijonhuvud |  |  |       |  |  |                     |  |  |                          |  |
|                                |   | Erik Abrahamsson Leijonhufvud | Birgitta Månsdotter Natt och Dag  |  |  |       |  |  |                     |  |  |                          |  |
| Margherita Leijonhufvud        |   | Erik Abrahamsson Leijonhufvud |                                   |  |  |       |  |  |                     |  |  |                          |  |
|                                |   | Ebba Eriksdotter Vasa         | Erik Karlsson Vasa                |  |  |       |  |  |                     |  |  |                          |  |
|                                |   | Ebba Eriksdotter Vasa         | Erik Karlsson Vasa                |  |  |       |  |  |                     |  |  |                          |  |
|                                |   | Ebba Eriksdotter Vasa         | Anna Karlsdotter Vinstorpa        |  |  |       |  |  |                     |  |  |                          |  |
| Sofia Johansdotter Gyllenhielm |   | Ebba Eriksdotter Vasa         |                                   |  |  |       |  |  |                     |  |  |                          |  |
|                                | … | …                             |                                   |  |  |       |  |  |                     |  |  |                          |  |
|                                | … | …                             |                                   |  |  |       |  |  |                     |  |  |                          |  |
|                                | … | …                             |                                   |  |  |       |  |  |                     |  |  |                          |  |
| Hans Klasson Kökkemäster       | … |                               |                                   |  |  |       |  |  |                     |  |  |                          |  |
|                                |   | …                             | …                                 |  |  |       |  |  |                     |  |  |                          |  |
|                                |   | …                             | …                                 |  |  |       |  |  |                     |  |  |                          |  |
|                                |   | …                             | …                                 |  |  |       |  |  |                     |  |  |                          |  |
| Karin Hansdotter               |   | …                             |                                   |  |  |       |  |  |                     |  |  |                          |  |
|                                |   | …                             | …                                 |  |  |       |  |  |                     |  |  |                          |  |
|                                |   | …                             | …                                 |  |  |       |  |  |                     |  |  |                          |  |
|                                |   | …                             | …                                 |  |  |       |  |  |                     |  |  |                          |  |
| Ingeborg Åkesdotter            |   | …                             |                                   |  |  |       |  |  |                     |  |  |                          |  |
|                                |   | …                             | …                                 |  |  |       |  |  |                     |  |  |                          |  |
|                                |   | …                             | …                                 |  |  |       |  |  |                     |  |  |                          |  |
|                                |   | …                             | …                                 |  |  |       |  |  |                     |  |  |                          |  |
|                                |   | …                             |                                   |  |  |       |  |  |                     |  |  |                          |  |